# Anchísés

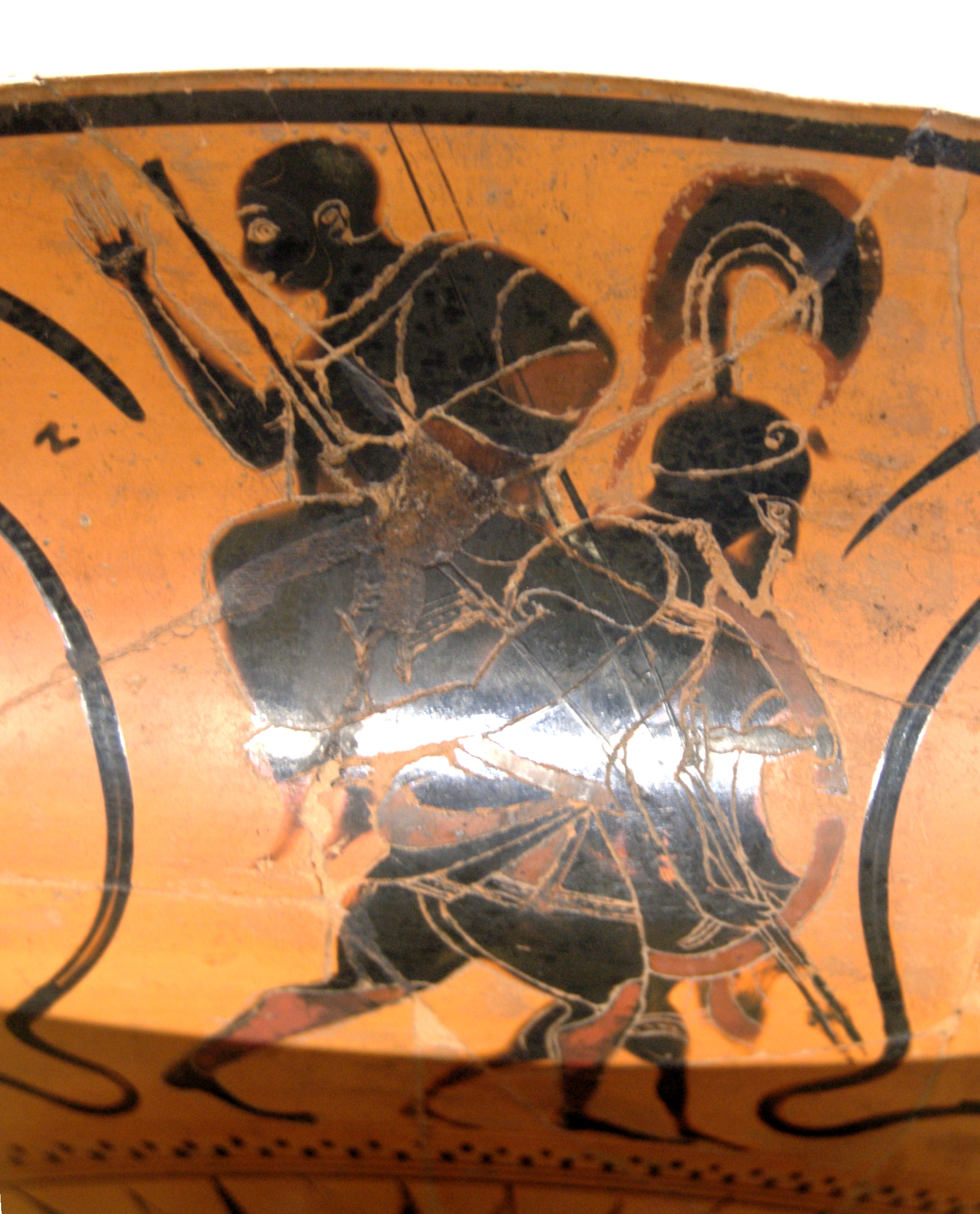
Aineiás a Anchísés na váze z Louvru

Anchísés (řecky Αγχίσης, latinsky Anchises) je v řecké mytologii syn dardanského krále Kapya.
Jeho matkou byla Kapyova manželka Hieromnéma.
Pocházel z rodu Dardanů, zakladatel rodu Dardanos byl synem nejvyššího boha Dia a Plejády Élektry. Jejich království Dardanie je součástí Malé Asie, které se v době vlády jeho děda Assaraka rozdělilo na Dardanii a Tróju.
Anchísés je zobrazován jako velmi starý muž, tím však byl až v době trojské války. Jako mladý či zralý muž byl však urostlý a krásný muž, což potvrzuje mimo jiné to, že se do něj zamilovala sama bohyně Afrodíté a porodila mu syna Aineia.
Když začala trojská válka, zachoval Anchísés neutralitu, přestože byl s Trójskými v příbuzenském poměru. Neutralita však trvala jenom do doby, kdy mu Achájci vyplenili město Lyrnéssos. Po tomto činu poslal svá vojska do Tróje a sám se do ní přestěhoval.
Když v desátém roce války Řekové lstí vnikli do města a během noci ho vyplenili a vypálili, byl Anchísés slabý starý muž. On i jeho rodina však měli štěstí a ničení a vraždění se jim vyhnulo.
Jeho syn Aineiás ho sám vynesl na zádech z hořícího města a se skupinou přeživších a vystěhovalců se vydali na západ a dopluli po mnoha útrapách do nové vlasti — Itálie.
To už však bylo bez Anchísa. Zemřel během plavby a byl pochován na Sicílii.

## Odraz v umění
- sousoší Aineiás zachraňuje Anchísa a Askania z hořící Tróje vytvořil patnáctiletý Bernini v r. 1613, sousoší je nyní ve Ville Borghese
- Anchísova podoba je zachycena v rukopisu Vergiliovy Aeneis (asi ze 4. - 5. stol.)